# Tamara van Vliet
Tamara van Vliet (Oegstgeest, 31 december 1994) is een Nederlands zwemmer gespecialiseerd in de 50 en 100 meter vrije slag en rugslag. Van Vliet traint onder leiding van Marcel Wouda en Patrick Pearson; eerder werd ze getraind door Hans Elzerman, Martin Truijens en Paul Weijers.
Met de Nederlandse estafetteploeg behaalde Van Vliet zilver op de 4 x 100m vrije slag tijdens het wereldkampioenschap zwemmen in 2015 en goud tijdens de 4 x 50m vrije slag op het Europese kampioenschap kortebaanzwemmen in 2017 en 2019.

## Resultaten

### Internationale toernooien
| Jaar   | Olympische Spelen | WK langebaan        | WK kortebaan                                   | EK langebaan       | EK kortebaan                                                                          |
| ------ | ----------------- | ------------------- | ---------------------------------------------- | ------------------ | ------------------------------------------------------------------------------------- |
| 2011   |                   |                     |                                                |                    | 4e 4x50m vrije slag 8e 4x50m wisselslag                                               |
| 2012   |                   |                     |                                                |                    |                                                                                       |
| 2013   |                   |                     |                                                |                    |                                                                                       |
| 2014   |                   |                     |                                                |                    |                                                                                       |
| 2015   |                   | 4x100m vrije slag · |                                                |                    | 4x50m vrije slag ·                                                                    |
| 2016   | geen deelname     |                     | 4x50m vrije slag · 4x50m vrije slag gemengd* · | 14e 50m vrije slag |                                                                                       |
| 2017   |                   | 14e 50m vrije slag  |                                                |                    | 14e 50m vrije slag · 27e 50m rugslag · 4x50m vrije slag · 4x50m wisselslag gemengd* · |
| 2018   |                   |                     | geen deelname                                  | geen deelname      |                                                                                       |
| 2019   |                   |                     |                                                |                    | 4e 50m vrije slag · 4×50m wisselslag gemengd · 4x50m vrije slag ·                     |
| 2020** | geen deelname     |                     |                                                | geen deelname      |                                                                                       |
| 2021   |                   |                     |                                                |                    | 4x50m vrije slag gemengd* ·                                                           |

 *) Van Vliet zwom enkel de series

 **) De internationale toernooien die in 2020 zouden plaatsvinden werden vanwege de coronapandemie uitgesteld tot 2021.

### Nederlandse kampioenschappen
| Jaar | NK langebaan                       | NK kortebaan                   |
| ---- | ---------------------------------- | ------------------------------ |
| 2015 |                                    | 50m vrije slag · 50m rugslag · |
| 2016 | 50m vrije slag ·                   | 50m vrije slag · 50m rugslag · |
| 2017 | 50m vrije slag ·                   |                                |
| 2018 | 50m vrije slag ·                   |                                |
| 2019 | 50m vrije slag · 50m vlinderslag · |                                |

## Persoonlijke records
Bijgewerkt t/m 14 december 2019
Kortebaan
| Afstand         | Tijd    | Datum            | Plaats    |
| --------------- | ------- | ---------------- | --------- |
| 50m vrije slag  | 23,83   | 8 december 2019  | Glasgow   |
| 100m vrije slag | 54,57   | 8 oktober 2019   | Aken      |
| 50m rugslag     | 27,48   | 21 oktober 2017  | Amsterdam |
| 100m rugslag    | 1:00,06 | 25 november 2017 | Amsterdam |

Langebaan
| Afstand         | Tijd    | Datum            | Plaats              |
| --------------- | ------- | ---------------- | ------------------- |
| 50m vrije slag  | 24,64   | 17 juni 2017     | Canet-en-Roussillon |
| 100m vrije slag | 56,05   | 14 december 2019 | Amsterdam           |
| 50m rugslag     | 28,47   | 6 april 2017     | Eindhoven           |
| 100m rugslag    | 1:03,02 | 28 februari 2016 | Den Haag            |